# Bergia glomerata
Bergia glomerata är en slamkrypeväxtart som beskrevs av Carl von Linné d.y.. Bergia glomerata ingår i släktet Bergia och familjen slamkrypeväxter. Inga underarter finns listade i Catalogue of Life.